# RSI indikátor
Az RSI indikátor, más néven Relatív Erősség Index (angol nyelven: Relative Strength Index) az Árfolyam változásait mérő jelzőszám, amely egy adott időszak árfolyamemelkedéseit viszonyítja az adott időszak csökkenéseihez. Változásának sebessége gyakorlatilag azonos a piaci árfolyamok változásával. Gyorsasága miatt sokszor téves jelzést ad.

## Főbb tulajdonságai
Az RSI indikátor a piaci lendületet, a hangulatot méri egy 0 és 100 közé eső skálán. Két fontos szint létezik a skálán, amelyek átlépését kiemelt figyelemmel kísérik a befektetők.
A 30-as szintnél az adott értékpapír jellemző módon túladott, azaz elérte azt a szintet, ahol már az eladások várhatóan abbamaradnak, amely a vételi oldal erősödésével jár együtt. Gyakorlatilag ezen a szinten, vagy e fölött várható, hogy egy adott értékpapír árfolyama emelkedésnek indul. Számos befektető tekint a harmincas szint környékén lévő RSI indexre, mint vételi lehetőségre.
A 70-es szint a 30-as ellentéte, azaz ebben az esetben az értékpapír túlvett értéket mutat, ami azt jelenti, hogy a vételi oldal további vásárlásai ezen a szinten kezdenek el gyengülni, amely az eladási oldal pozícióit erősíti. A 70-es szinten az eladások beindulása az árfolyam csökkenését hozza magával.
Erősebb piaci környezetben fordul elő az a jelenség, ami az 50-es szinttel kapcsolatos, amikor az indikátor lefelé mozgás közben eléri az 50-es szintet és erről lendül fel ismét, azaz vételi pozíciók létrejöttét hordozza magával.
Amennyiben az indikátor alulról töri át az 50-es szintet, akkor ezt értelmezhetjük vételi pozíciónak is, amely a kedvező piaci körülmények hatására jön létre.
Az 50-es szint felülről való áttörése esés közben az eladási oldalnak kedvez, mivel további csökkenést vetít előre az árfolyamban.
Az indikátor az ötvenes szint környékén megbízhatóbb jelzést ad, mint a hetvenes és a harmincas értékek közelében.
Akár az árfolyamok görbéinél, itt is használhatóak trendvonalak, amelyek segítenek a mutató várható irányának meghatározásában.
Emelkedő trendvonal esetén érdemes a trendforduló eléréséig várni a magasabb hozamok elérése érdekében. Csökkenő trendvonal esetén a eladási hullám indul meg, ami árfolyamcsökkenést eredményez, amely kedvező piaci környezet kialakulásáig, vagy kedvező információk felbukkanásáig az árfolyam esését vonzza magával.
Az RSI indexen rajzolt ellenállási vonalak, melyek összeköthetik a kimagasló értékeket éppúgy, mint a legalacsonyabbakat, áttörése esetén tartósabb emelkedés, vagy lenti ellenállások esetén tartósabb csökkenés alakulhat ki.
Az indikátor gyorsasága miatt gyakran fordul elő, hogy egy hirtelen irányváltás esetén az indikátor átlendül a harmincas, vagy a hetvenes határon, ami adott pillanatban tévesen mutathatja egy értékpapír túladottságát, vagy túlvettségét, miközben a tényleges piaci folyamatok hosszabb távon nézve ezt nem támasztják alá.

## Értelmezése
Alap konfiguráció
Az RSI egy grafikonon jelenik meg az árfolyamgrafikon felett vagy alatt. A mutatónak van egy felső vonala, jellemzően 70-nél, egy alsó vonala 30-nál, és egy szaggatott középvonal 50-nél. Wilder 14-es simítási időszakot ajánlott (lásd exponenciális simítás, azaz α = 1/14 vagy N = 14).
Alapelvek
Wilder azt állította, hogy amikor az árfolyam nagyon gyorsan emelkedik, egy bizonyos ponton túlvásároltnak tekinthető. Hasonlóképpen, amikor az ár nagyon gyorsan esik, egy bizonyos ponton túladottnak tekinthető. Wilder mindkét esetben úgy vélte, hogy a reakció vagy a fordulat küszöbön áll.
Az RSI szintje a részvény közelmúltbeli kereskedési erejét jelzi. Az RSI meredeksége egyenesen arányos a trendváltozás sebességével. Az RSI által megtett távolság arányos a mozgás nagyságával.
Wilder úgy vélte, hogy a csúcsokat és a mélypontokat az jelzi, amikor az RSI 70 fölé megy, vagy 30 alá esik. Hagyományosan a 70-es szintnél magasabb RSI-értékeket túlvásárolt területnek, a 30-as szintnél alacsonyabb RSI-értékeket pedig túladott területnek tekintik. A 30-as és 70-es szint között semlegesnek tekintik, az 50-es szint pedig a trendnélküliséget jelzi.
Eltérés
Wilder úgy vélte továbbá, hogy az RSI és az árfolyam közötti eltérés nagyon erős jele annak, hogy a piaci fordulópont küszöbön áll. Medvés divergencia akkor fordul elő, amikor az árfolyam új csúcsot ér el, de az RSI alacsonyabb csúcsot ér el, így nem erősíti meg. Bikás divergencia akkor fordul elő, amikor az ár új mélypontot ér el, de az RSI magasabb mélypontot ér el. 
Továbbá a kereskedők gyakran használják a "rejtett" divergenciákat a lehetséges trendfordulók jelzésére. Rejtett bullish divergencia akkor fordul elő, amikor az ár egy alacsonyabb csúcsot hoz, míg az RSI egy magasabb csúcsot hoz. Fordítva, rejtett medvés eltérés akkor fordul elő, amikor az ár magasabb mélypontot ér el, de az RSI alacsonyabb mélypontot mutat.
Túlvett és túladott állapotok
Wilder úgy vélte, hogy az RSI 50 feletti és 50 alatti "hibás kilengései" erős jelei a piaci fordulatnak. Tegyük fel például, hogy az RSI eléri a 76-os értéket, visszahúzódik 72-re, majd 77-re emelkedik. Ha 72 alá esik, Wilder ezt 70 feletti "hibás kilengésnek" tekinti.
Végezetül Wilder azt írta, hogy a chartformációk és a támasz- és ellenállási területek néha könnyebben láthatók az RSI grafikonon, mint az árfolyamgrafikonon. A relatív erősségi index középvonala 50, amelyet gyakran a mutató támasz- és ellenállási vonalának is tekintenek.
Felfelé és lefelé mutató tendenciák
Wilder eredeti RSI-értelmezési elméletei mellett Andrew Cardwell számos új RSI-értelmezést dolgozott ki a trend meghatározásához és megerősítéséhez. Először is, Cardwell észrevette, hogy a felfelé irányuló trendek általában az RSI 40 és 80 között, míg a lefelé irányuló trendek általában az RSI 60 és 20 között mozognak. Cardwell megfigyelte, hogy amikor az értékpapírok emelkedő trendről csökkenő trendre váltanak és fordítva, az RSI "tartományeltolódáson" megy keresztül.
Ezután Cardwell megjegyezte, hogy medvés divergencia: 1) csak felfelé irányuló trendekben fordul elő, és 2) többnyire csak rövid korrekcióhoz vezet a trend megfordulása helyett. Ezért a medvés divergencia egy felfelé irányuló tendenciát megerősítő jel. Hasonlóképpen, a bullish divergencia egy lefelé mutató trend megerősítő jele.
Fordulat
Végül Cardwell felfedezte az RSI-ben a pozitív és negatív megfordulások létezését. A visszafordulások az eltérés ellentétei. Például pozitív megfordulás akkor következik be, amikor egy felfelé irányuló árkorrekció az utolsó árkorrekcióhoz képest magasabb mélypontot eredményez, míg az RSI az előző korrekcióhoz képest alacsonyabb mélypontot. Negatív visszafordulás akkor következik be, amikor egy lefelé irányuló rally alacsonyabb csúcsot eredményez a legutóbbi lefelé irányuló rallyhoz képest, de az RSI magasabb csúcsot hoz az előző rallyhoz képest.
Más szóval, annak ellenére, hogy az erősebb lendületet az RSI magasabb magas vagy alacsonyabb alacsony szintje mutatja, az ár nem tudott magasabb magas vagy alacsonyabb alacsony szintet elérni. Ez azt bizonyítja, hogy a fő trend hamarosan újraindul. Cardwell megjegyezte, hogy pozitív visszafordulások csak felfelé irányuló trendekben, míg negatív visszafordulások csak lefelé irányuló trendekben fordulnak elő, ezért létezésük megerősíti a trendet.